# 鈴木啓二
鈴木 啓二（すずき けいじ、1952年 - ）は、日本のフランス文学者。東京大学大学院総合文化研究科教授。
1976年、東京大学教養学部卒業後、東京大学大学院人文社会系研究科でフランス文学およびフランス文化を専攻。

## 訳書
- 『ドーミエ版画集成3 パリ生活』（みすず書房） 1994年
- 『八十日間世界一周』（ジュール・ヴェルヌ、岩波文庫） 2001年

## 関連人物
- 青山昌文